# Bucht von Chrysochou
Die Bucht von Chrysochou, auch Bucht von Chrysochous, (griechisch Κόλπος Χρυσοχούς Kolpos Chrysochous) ist eine 38 Kilometer lange Meeresbucht im Bezirk Paphos im Nordosten der Insel Zypern. Sie ist Teil des Levantischen Meeres im Mittelmeer und ist nach dem Dorf Chrysochou benannt, obwohl dieses im Landesinneren liegt. Im Westen wird sie durch das Kap Akamas und im Osten durch die Halbinsel Tillyria begrenzt.
Die Bucht von Chrysochou ist mit großen Erosionsproblemen konfrontiert, die Republik Zypern versucht mit dem Bau von Wellenbrechern dagegen vorzugehen. Die Flüsse Makoundas, Xeropotamos, Xeros, Livadis und Chrysochous, die von Troodos fließen, münden in den Golf. In der Bucht liegt auch die Insel Agios Georgios. An den Stränden des Golfs brüten, wie in fast dem größten Teil Zyperns, die Unechte Karettschildkröte und die Grüne Meeresschildkröte, das Meeresgebiet wurde zum Fischereireservat erklärt.
An der Mündung des Flusses Chrysochous wurden antike Hafenanlagen entdeckt, die vermutlich der Hafen des antiken Königreichs Marion waren.